# Чезар Оуату
Чезар Флорин Оуату, по-познат и само с малкото си име Чезар, е румънски певец, контратенор.

## Биография
Роден е на 18 февруари 1980 г. в град Плоещ, Румъния. Израства в музикантско семейство и започва музикалното си образование в академия по изкуствата в своя роден град. Професионално се занимава с пеене от 1998 г., описвайки себе си като „рядък фалцетист“. От 2001 до 2004 г. изучава класическо пеене в Милано.
През 2003 г. се явява на международния певчески конкурс „Франсиско Виняс“ и печели титлата „най-добър контратенор“. През 2007 година прави своя дебют във венецианския театър „Ла Фениче“. Пял е в няколко европейски опери, сред които е операта в гр. Лозана.
Избран е да представи страната си на песенния конкурс „Евровизия 2013“ в Малмьо с попоперната песен „It's My Life“.